# La Richardais
La Richardais [la ʁiʃaʁdɛ] est une commune française située dans le département d'Ille-et-Vilaine en région Bretagne, peuplée de 2 624 habitants.

## Géographie

### Situation

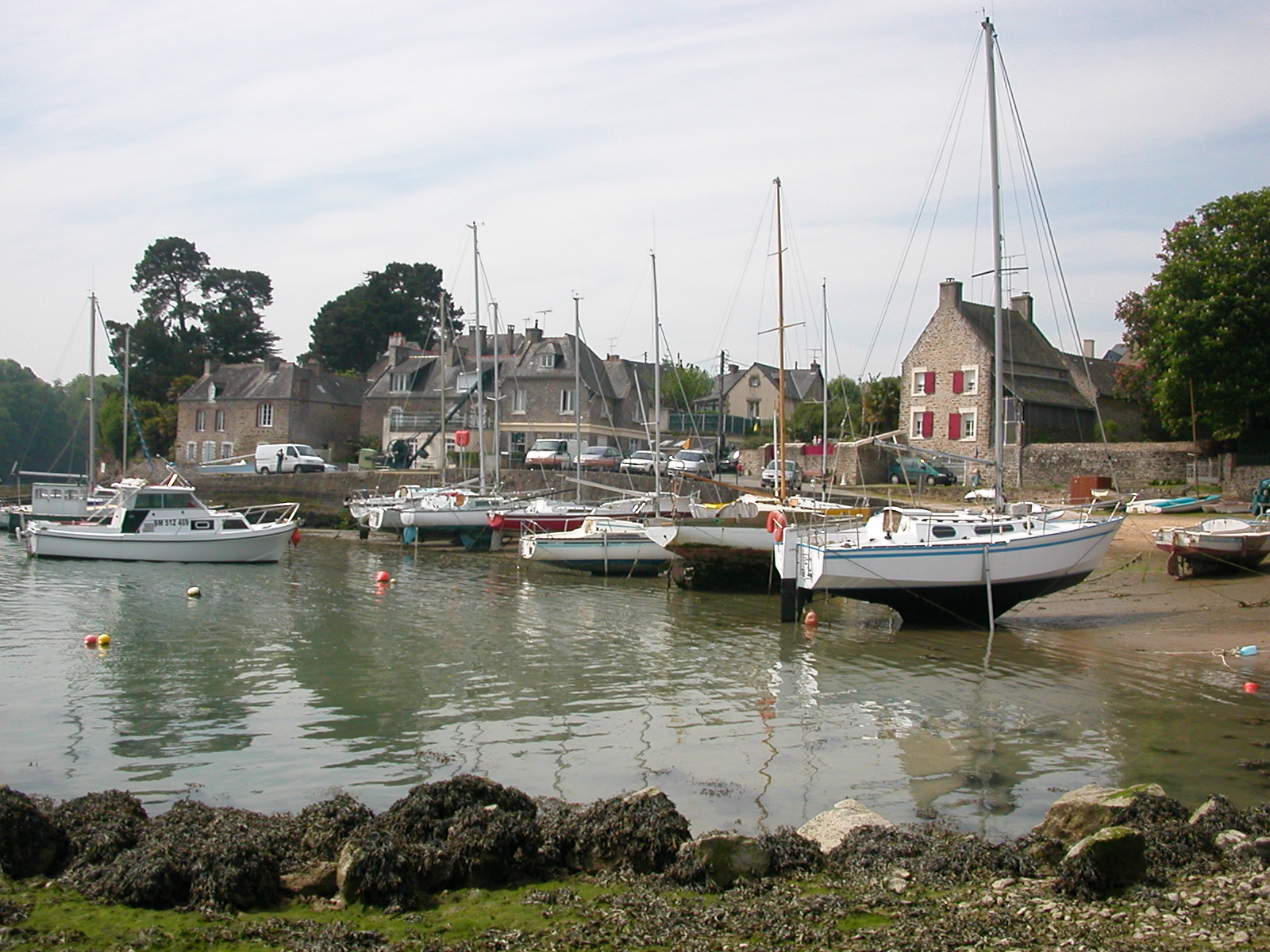
Le port de La Richardais.

La commune est située sur la rive gauche de l'estuaire de la Rance, immédiatement en amont de son embouchure. Elle est fortement urbanisée et elle appartient à l'unité urbaine de Dinard qui comptait 25 006 habitants en 1999.

### Communes limitrophes
|           | Dinard        |                      |
|           | La Richardais | Estuaire de la Rance |
| Pleurtuit |               |                      |

### Cadre géologique

Carte géologique du Massif armoricain, avec au nord-est le batholite mancellien et ses nombreux plutons de granite cadomien (Trégor, Lanhélin, Louvigné, Vire, Avranches…). Ce batholite dessine une ellipse de 150 km (d'Alençon à la Rance) sur 90 km (de Vitré à Vire).

La Richardais est localisée dans la partie médiane du domaine nord armoricain, unité géologique du Massif armoricain qui est le résultat de trois chaînes de montagne successives. Le site géologique de La Richardais se situe plus précisément dans un bassin sédimentaire essentiellement briovérien limité au sud par un important massif granitique cadomien, le pluton de Lanhélin qui fait partie d'un ensemble plus vaste, le batholite mancellien,.
L'histoire géologique de la région est marquée par le cycle cadomien (entre 750 et 540 Ma) qui se traduit par la surrection de la chaîne cadomienne qui devait culminer à environ 4 000 m. À la fin du Précambrien supérieur, les sédiments briovériens environnants sont fortement déformés, plissés et métamorphisés par l'orogenèse cadomienne qui implique un fort épaississement crustal, formant essentiellement des schistes et des gneiss matérialisés dans la région  par la bande de « schistes et gneiss de Langrolay » d'orientation axiale N60°. Cette déformation développe une succession d'antiformes (Saint-Jacut-Rotheneuf, le Minihic et Plouer) correspondant à des chevauchements à vergence sud-est, séparés par des synformes (la Richardais et Saint-Suliac) d'orientation N60°, plis d'autant plus déversés vers le Sud que l'on se rapproche du noyau migmatitique. Ce noyau de forme elliptique (25 km x 6 km), ceinturé d'une enveloppe gneissique et micaschisteuse, correspond à la région de Dinard-Saint-Malo. L'épaississement, consécutif à l'écaillage tectonique du domaine orogénique, provoque la fusion crustale à l'origine de la mise en place des dômes anatectiques (migmatites de Guingamp et Saint-Malo, développées aux dépens des sédiments briovériens) qui est datée entre 560 et 540 Ma. Les massifs granitiques du Mancellien scellent la fin de la déformation ductile de l'orogenèse cadomienne.
Les paragneiss à grain fin, en bancs décimétriques et finement foliés, affleurent dans l'anse de la Richardais, au niveau du club nautique. De nombreuses veinules quartzo-feldspathique traduisent les effets d'un début de migmatisation. « On distingue facilement à l'œil nu la sillimanite et la cordiérite, minéraux symptomatiques d'un métamorphisme de basse pression et haute température. Le plissement est à cet endroit très intense, et les plis sont très serrés ».

### Hydrographie
Pour un article plus général, voir Réseau hydrographique d'Ille-et-Vilaine.
La commune est située dans le bassin Loire-Bretagne. Elle est drainée par le ruisseau l'étanchet,.

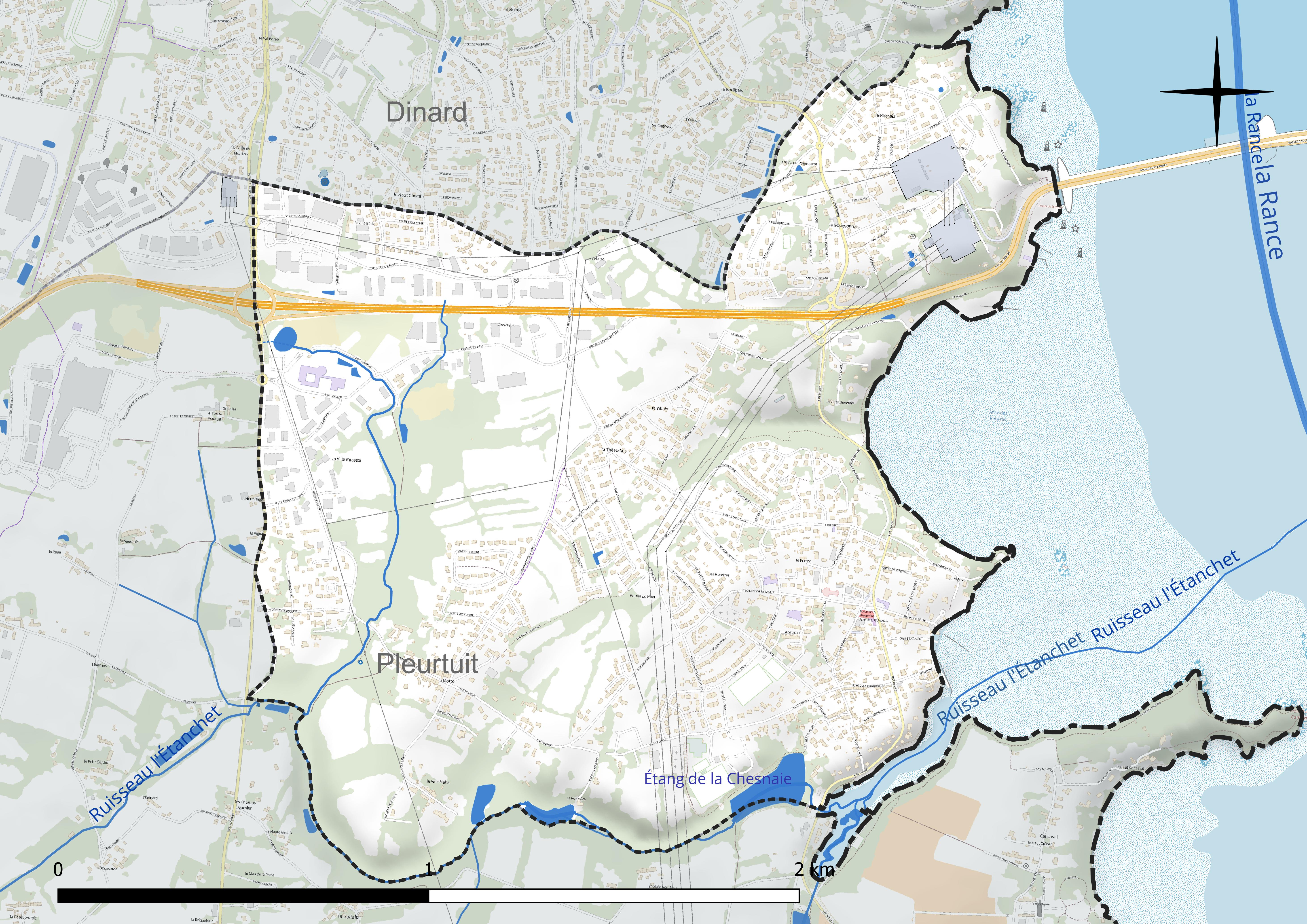
Réseau hydrographique de la Richardais.

Un plan d'eau complète le réseau hydrographique : l'étang de la Chesnaie, d'une superficie totale de 10,1 ha (1,57 ha sur la commune),.

### Climat
Pour des articles plus généraux, voir Climat de la Bretagne et Climat d'Ille-et-Vilaine.
En 2010, le climat de la commune est de type climat océanique franc, selon une étude du CNRS s'appuyant sur une série de données couvrant la période 1971-2000. En 2020, Météo-France publie une typologie des climats de la France métropolitaine dans laquelle la commune est exposée à un climat océanique et est dans la région climatique  Bretagne orientale et méridionale, Pays nantais, Vendée, caractérisée par une faible pluviométrie en été et une bonne insolation. Parallèlement l'observatoire de l'environnement en Bretagne publie en 2020 un zonage climatique de la région Bretagne, s'appuyant sur des données de Météo-France de 2009. La commune est, selon ce zonage, dans la zone « Littoral doux », exposée à un climat venté avec des étés cléments.  
Pour la période 1971-2000, la température annuelle moyenne est de 11,5 °C, avec une amplitude thermique annuelle de 11,6 °C. Le cumul annuel moyen de précipitations est de 679 mm, avec 11,8 jours de précipitations en janvier et 6,4 jours en juillet. Pour la période 1991-2020, la température moyenne annuelle observée sur la station météorologique la plus proche, située sur la commune de Pleurtuit à 3 km à vol d'oiseau, est de 11,9 °C et le cumul annuel moyen de précipitations est de 752,0 mm,. Pour l'avenir, les paramètres climatiques de la commune estimés pour 2050 selon différents scénarios d'émission de gaz à effet de serre sont consultables sur un site dédié publié par Météo-France en novembre 2022.

## Urbanisme

### Typologie
Au 1er janvier 2024, La Richardais est catégorisée ceinture urbaine, selon la nouvelle grille communale de densité à sept niveaux définie par l'Insee en 2022.
Elle appartient à l'unité urbaine de Dinard, une agglomération inter-départementale regroupant neuf  communes, dont elle est une commune de la banlieue,,. Par ailleurs la commune fait partie de l'aire d'attraction de Saint-Malo, dont elle est une commune de la couronne,. Cette aire, qui regroupe 35 communes, est catégorisée dans les aires de 50 000 à moins de 200 000 habitants,.
La commune, bordée par la Manche, est également une commune littorale au sens de la loi du 3 janvier 1986, dite loi littoral. Des dispositions spécifiques d'urbanisme s'y appliquent dès lors afin de préserver les espaces naturels, les sites, les paysages et l'équilibre écologique du littoral, tel le principe d'inconstructibilité, en dehors des espaces urbanisés, sur la bande littorale des 100 mètres, ou plus si le plan local d'urbanisme le prévoit.

### Occupation des sols
L'occupation des sols de la commune, telle qu'elle ressort de la base de données européenne d'occupation biophysique des sols Corine Land Cover (CLC), est marquée par l'importance des territoires artificialisés (77,2 % en 2018), en augmentation par rapport à 1990 (62,5 %). La répartition détaillée en 2018 est la suivante : 
zones urbanisées (64,6 %), zones industrielles ou commerciales et réseaux de communication (12,6 %), terres arables (11,7 %), forêts (9,1 %), zones humides côtières (1,6 %), zones agricoles hétérogènes (0,5 %). L'évolution de l'occupation des sols de la commune et de ses infrastructures peut être observée sur les différentes représentations cartographiques du territoire : la carte de Cassini (XVIIIe siècle), la carte d'état-major (1820-1866) et les cartes ou photos aériennes de l'IGN pour la période actuelle (1950 à aujourd'hui).

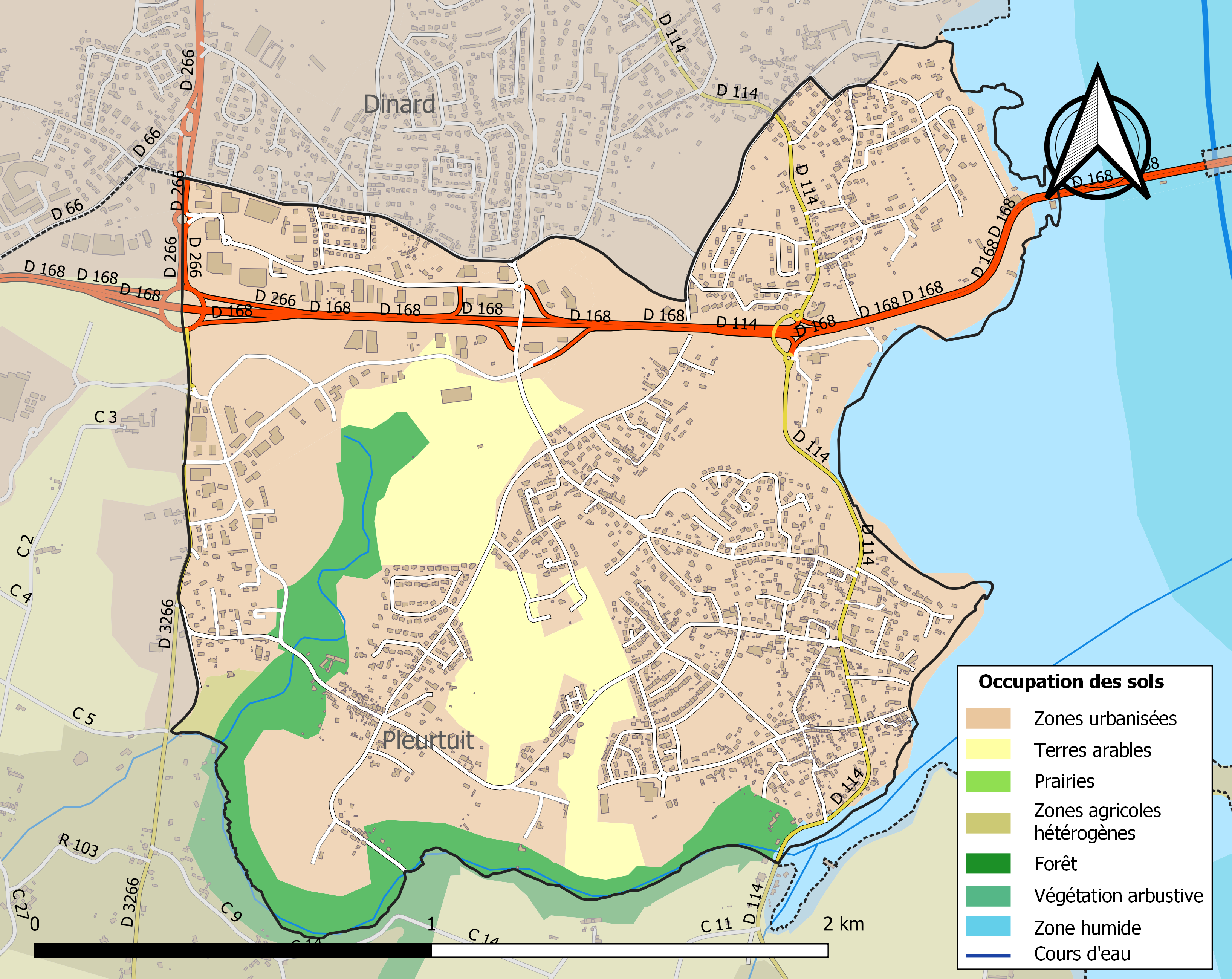
Carte des infrastructures et de l'occupation des sols de la commune en 2018 (CLC).

## Toponymie
La Richardais vient de l'anthroponyme Richard et du suffixe féminin -ais, « la (maison) de Richard ».

## Histoire
Sous l'Ancien Régime, La Richardais était une trève de Pleurtuit ; trève érigée en paroisse en 1848 puis en commune par la loi du 27 décembre 1880.

## Politique et administration
| Période                                  | Période                   | Identité             | Étiquette | Qualité                                                                          |
| ---------------------------------------- | ------------------------- | -------------------- | --------- | -------------------------------------------------------------------------------- |
| janvier 1881                             | janvier 1897              | Pierre Coudert       |           | Constructeur de bateaux                                                          |
| janvier 1897                             | mai 1908                  | Louis Tranchemer     |           |                                                                                  |
| mai 1908                                 | mai 1925                  | Charles Durand       |           |                                                                                  |
| mai 1925                                 | mai 1929                  | Louis Faucillon      |           |                                                                                  |
| mai 1929                                 | mai 1935                  | Charles Durand       |           |                                                                                  |
| mai 1935                                 | mai 1953                  | Jules Duhoux         | Soc ind   |                                                                                  |
| mai 1953                                 | mars 1965                 | Pierre de Bénouville | Gaulliste | Député d'Ille-et-Vilaine (1958 → 1962)                                           |
| mars 1965                                | novembre 1967 (démission) | Pierre Langlais      |           | Avocat                                                                           |
| novembre 1967                            | mars 1977                 | Joseph Tahier        |           |                                                                                  |
| mars 1977                                | avril 1998 (démission)    | Antoine Launay       | PS        | Directeur d'école honoraire Conseiller général du canton de Dinard (1988 → 1994) |
| avril 1998                               | mars 2008                 | Alain Caresmel       | PS        | Secrétaire comptable Banque de France, ancien premier adjoint                    |
| mars 2008                                | mars 2013 (démission)     | Serge Brindejonc     |           | Professeur de biologie et de physique-chimie                                     |
| avril 2013                               | mars 2014                 | Jean-Luc Ohier       |           | Directeur de la Régie Malouine de l'Eau                                          |
| avril 2014                               | En cours                  | Pierre Contin        | DVD       | Cadre bancaire retraité                                                          |
| Les données manquantes sont à compléter. |                           |                      |           |                                                                                  |

En 1881 ont lieu les premières élections municipales avec 220 personnes inscrites pour 157 votants. Cette élection a eu lieu hors période de pêche morutière, contrairement à toutes les autres élections, réduisant ainsi le nombre de votants.
Le 1er conseil municipal prend place le 23 janvier 1881. Pierre Coudert (constructeur de bateaux) est désigné maire, il sera régulièrement réélu jusqu'à sa mort en 1896. Il cumulait cette fonction avec celle de secrétaire de mairie.
Jules Tranchemer (constructeur de bateaux) a été désigné comme adjoint.

## Démographie
L'évolution du nombre d'habitants est connue à travers les recensements de la population effectués dans la commune depuis 1881. Pour les communes de moins de 10 000 habitants, une enquête de recensement portant sur toute la population est réalisée tous les cinq ans, les populations de référence des années intermédiaires étant quant à elles estimées par interpolation ou extrapolation. Pour la commune, le premier recensement exhaustif entrant dans le cadre du nouveau dispositif a été réalisé en 2004.
En 2022, la commune comptait 2 624 habitants, en évolution de +16,99 % par rapport à 2016 (Ille-et-Vilaine : +5,46 %, France hors Mayotte : +2,11 %).
| 1881 | 1886 | 1891 | 1896 | 1901 | 1906 | 1911 | 1921 | 1926 |
| ---- | ---- | ---- | ---- | ---- | ---- | ---- | ---- | ---- |
| 946  | 959  | 908  | 895  | 865  | 879  | 882  | 792  | 819  |

| 1931 | 1936 | 1946 | 1954 | 1962 | 1968 | 1975  | 1982  | 1990  |
| ---- | ---- | ---- | ---- | ---- | ---- | ----- | ----- | ----- |
| 859  | 829  | 788  | 775  | 994  | 972  | 1 222 | 1 381 | 1 801 |

| 1999  | 2004  | 2006  | 2009  | 2014  | 2019  | 2022  | - | - |
| ----- | ----- | ----- | ----- | ----- | ----- | ----- | - | - |
| 2 120 | 2 189 | 2 247 | 2 367 | 2 276 | 2 403 | 2 624 | - | - |

## Lieux et monuments

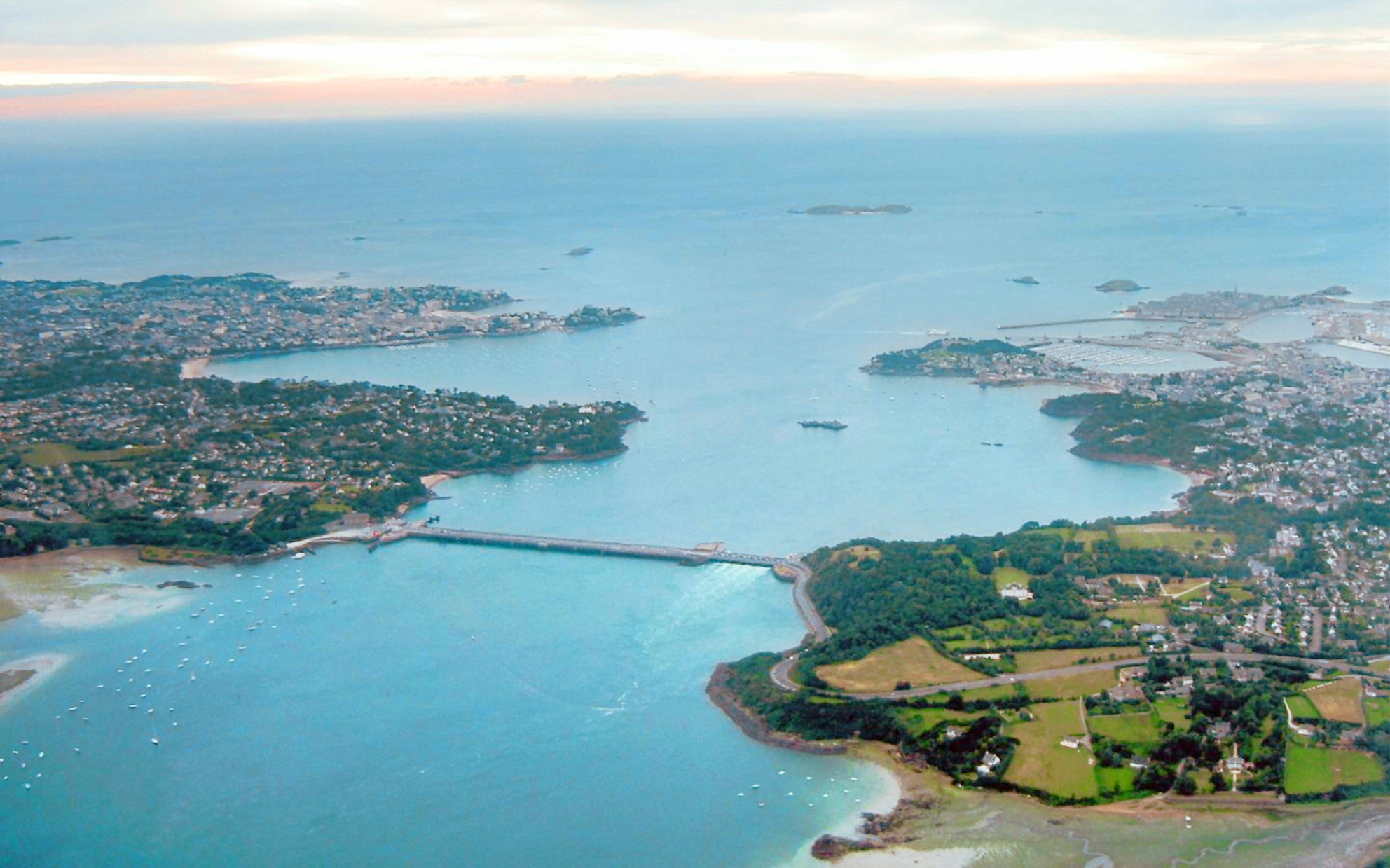
Le barrage de la Rance vu du ciel.

- L'usine marémotrice de la Rance est le monument le plus connu de la commune, même si le barrage en lui-même est partagé avec la commune de Saint-Malo. Les installations de production d'électricité sont situées sur la rive gauche du fleuve, sur la commune de La Richardais.
- Musée Manoli.

## Personnalités liées à la commune
- Jo Attia[44], malfaiteur français des années 1940 à 1970, né le 10 juin 1916 à La Richardais et mort le 22 juillet 1972 dans le 15e arrondissement de Paris. Il fit notamment partie du « gang des Tractions Avant ».

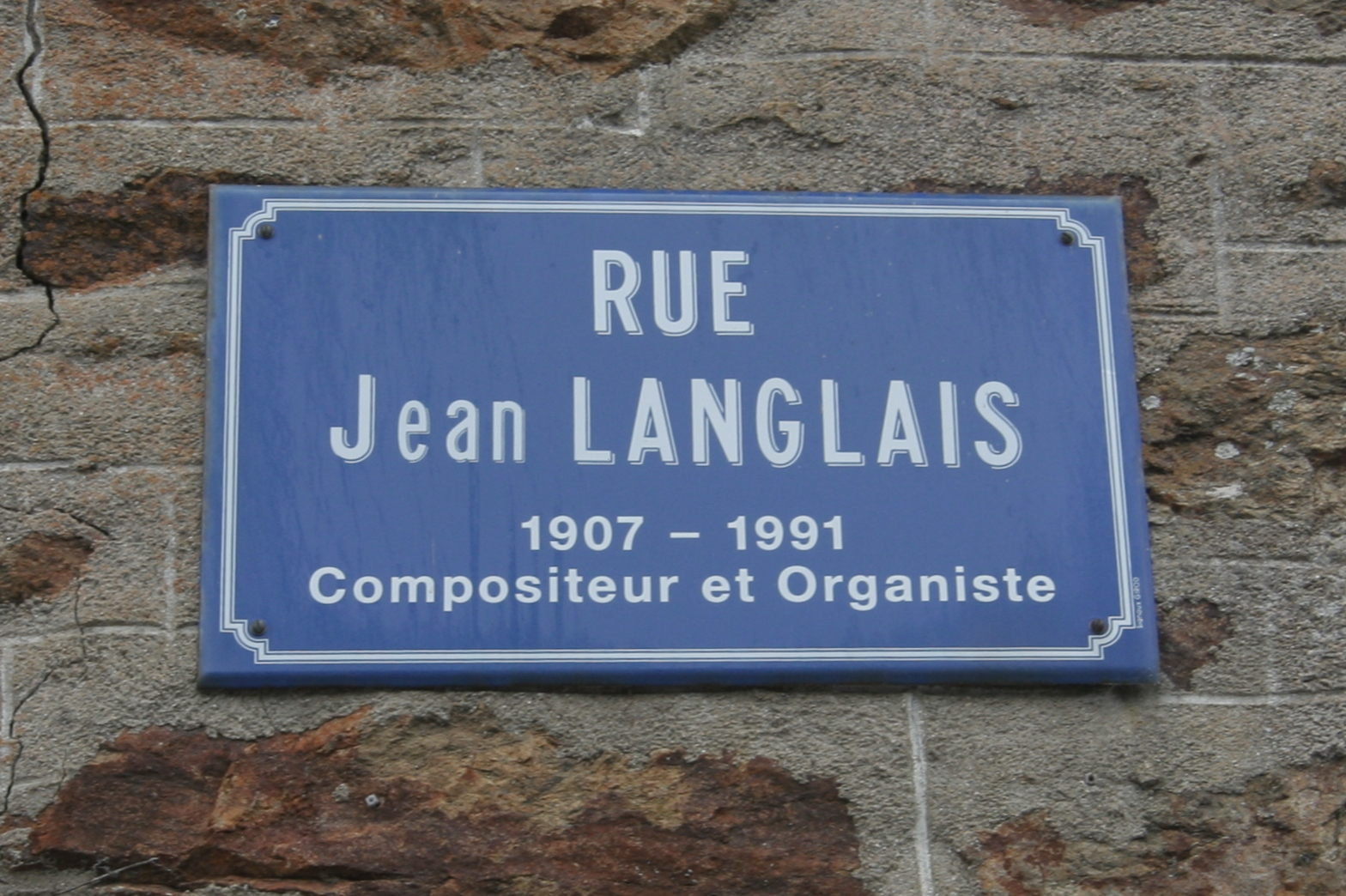
La plaque de la rue Jean-Langlais.
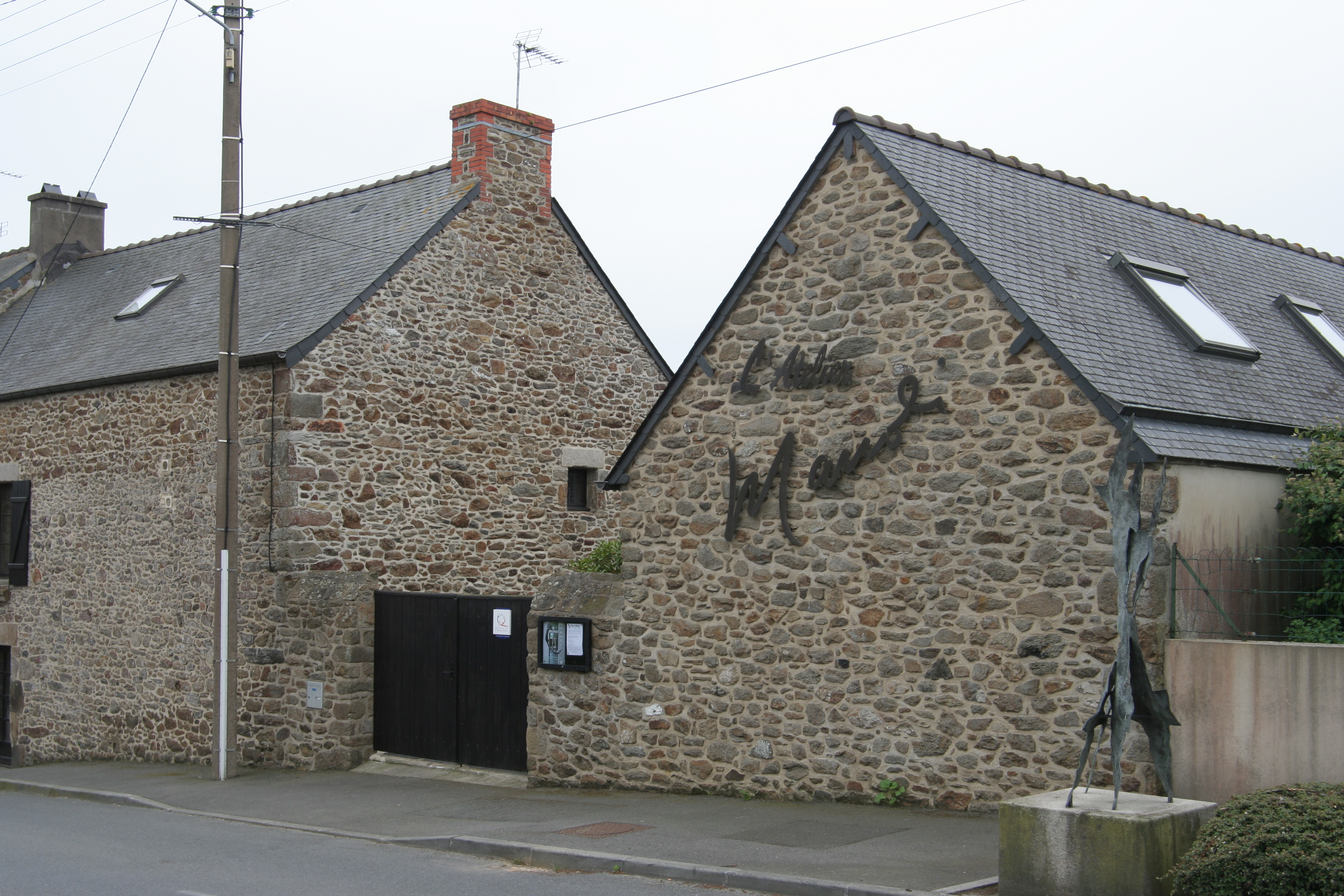
Le musée Pierre-Manoli.

- Jean Langlais (1907-1991), compositeur et organiste, possédait une maison de vacances à La Richardais. Une rue de la commune lui est dédiée.
- Pierre Manoli (1927-2001), sculpteur ayant habité à La Richardais à partir de 1975 et jusqu'à sa mort. Un musée, Manoli musée et jardin de sculptures, expose près de 300 de ses œuvres dans son ancien lieu de vie et de création.
- Francis Ruellan (né le 30 septembre 1894 à Rennes, décédé le 3 octobre 1975 à La Richardais), géographe, dirigea les expéditions à l'intérieur du Brésil destinées à choisir le site d'implantation de la future capitale, Brasilia.

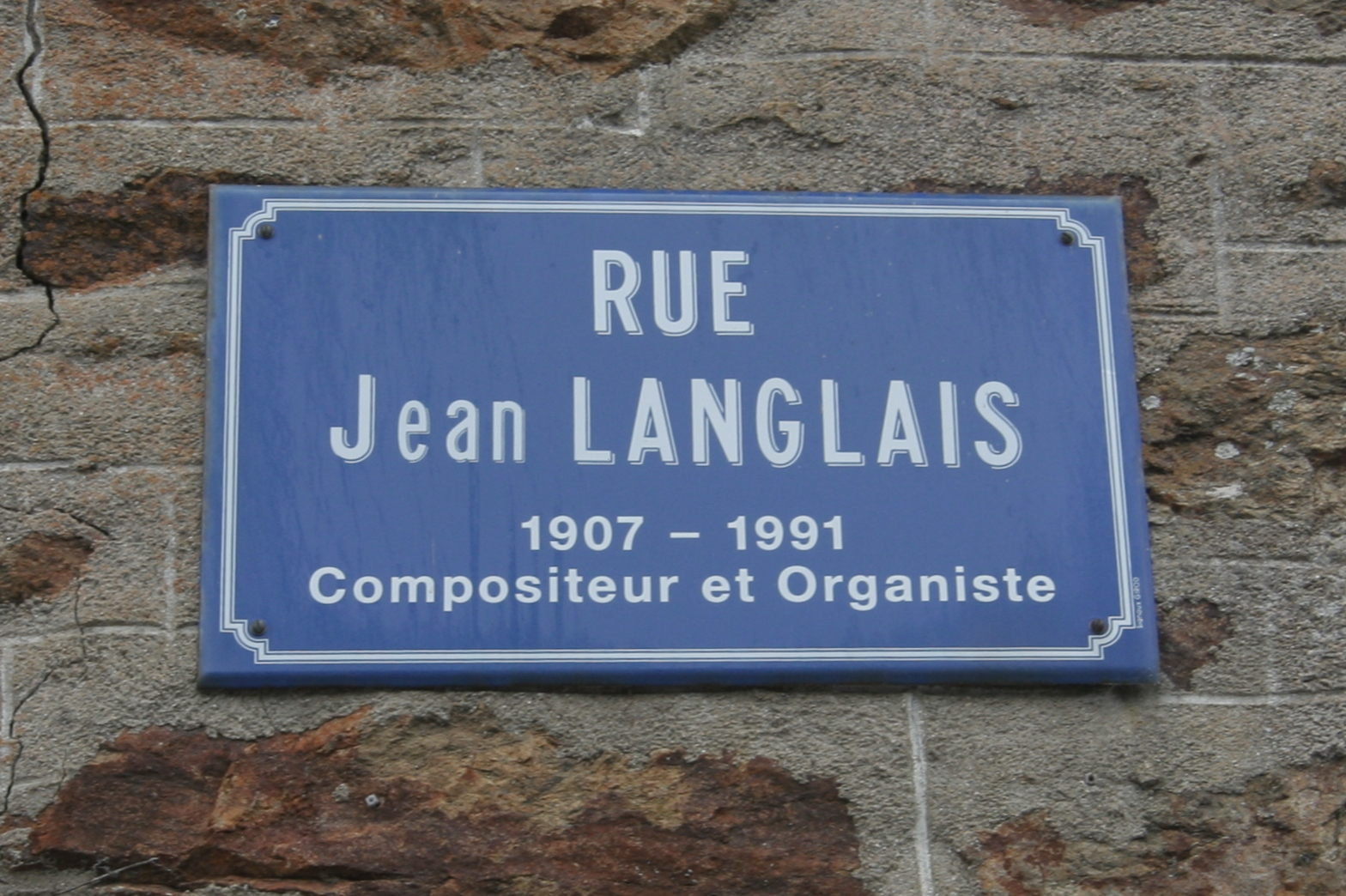
La plaque de la rue Jean-Langlais.
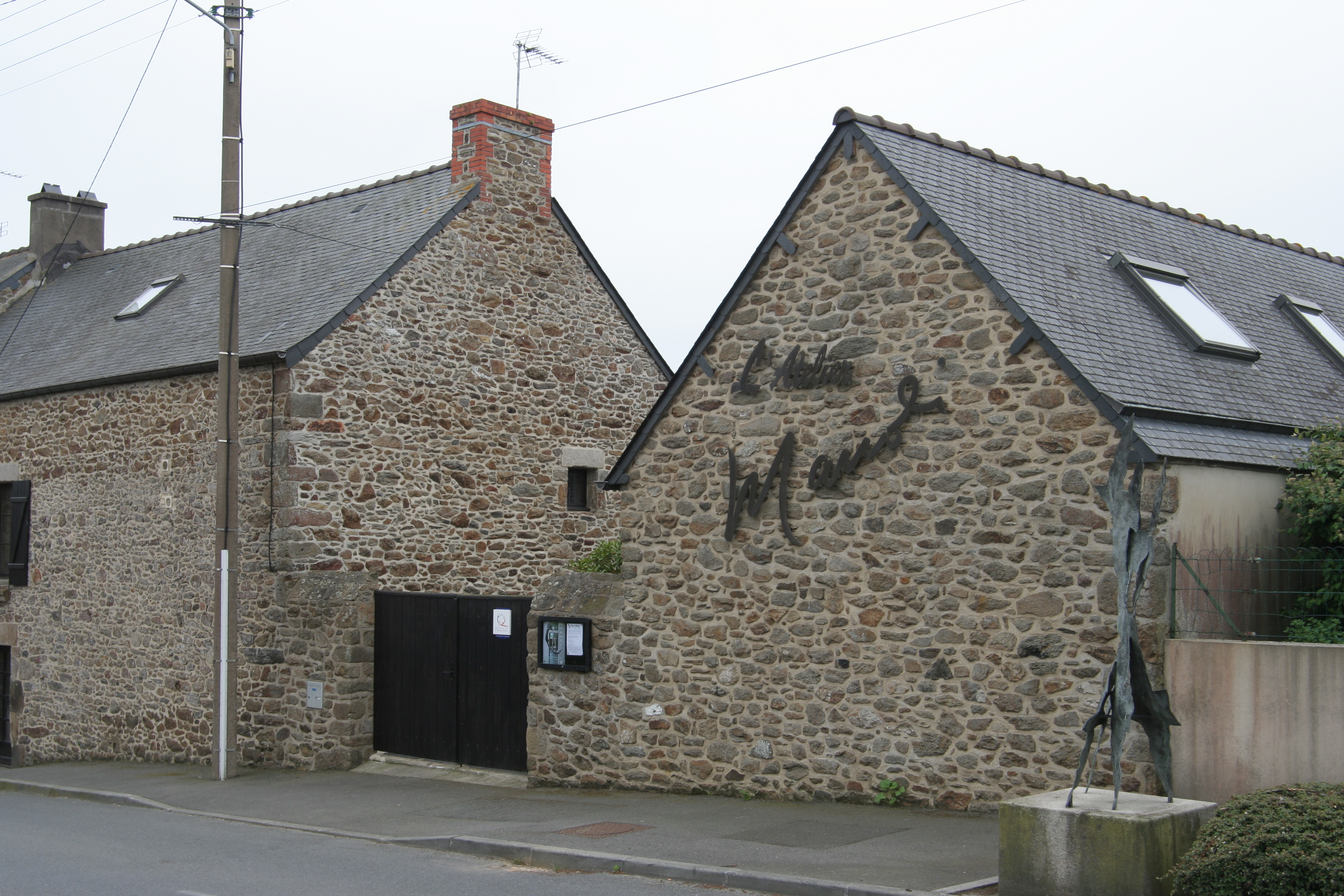
Le musée Pierre-Manoli.